# Денисов, Александр Михайлович (математик)
Алекса́ндр Миха́йлович Дени́сов (род. 23 июля 1946, Боровково) — советский и российский учёный в области математической физики, заведующий кафедрой математической физики ВМК МГУ, доктор физико-математических наук, профессор.

## Биография
В 1964 году окончил среднюю школу № 127 в Москве, в 1969 году окончил механико-математический факультет МГУ. В 1969 году поступил в аспирантуру механико-математического факультета МГУ на кафедру вычислительной математики. В 1970 году в связи с образованием факультета вычислительной математики и кибернетики МГУ был переведён в аспирантуру ВМК МГУ, которую окончил в 1972 году.
Кандидат физико-математических наук (1972). Тема диссертации: «Об аппроксимации квазирешений уравнений первого рода» (научный руководитель — академик Тихонов).
Доктор физико-математических наук (1987). Тема диссертации: «Обратные задачи теплопроводности, сорбции, рассеяния и методы их решения».
В 1976 году присвоено звание доцента, в 1990 году присвоено звание профессора.
Награждён медалью «В память 850-летия Москвы» (1997). Лауреат ломоносовской премии за педагогическую деятельность (2001). Награждён медалью ордена «За заслуги перед Отечеством» II степени (2002). Заслуженный профессор Московского университета (2003).
Работает на факультете ВМК МГУ в должностях: ассистент (1972—1976), доцент (1976—1989), профессор (с 1989). С 1994 года по 2019 год заведовал кафедрой математической физики факультета ВМК МГУ.

## Преподавательская деятельность
За время работы на факультете ВМК МГУ разработал и прочитал ряд лекционных курсов, в том числе: «Обратные задачи», спецкурс «Нелинейные операторные уравнения». В настоящее время читает основные курсы: «Уравнения математической физики», «Обыкновенные дифференциальные уравнения», «Дифференциальные уравнения и математическая физика». Руководитель семинара «Обратные задачи и методы их решения».

## Научная деятельность
Области научных интересов: математическая физика, теория обратных задач, нелинейные операторные уравнения.
Исследовал обратные задачи для линейных и нелинейных уравнений математической физики. Доказал теоремы единственности и существования решения ряда обратных коэффициентных задач для дифференциальных уравнений. Разработал численные методы решения линейных и нелинейных некорректно поставленных задач. Исследовал математические модели ряда процессов в физической химии, теплопроводности, металлургии, ядерной физике. Полученные результаты применены для решения задач обработки и интерпретации результатов наблюдений. Изучал линейные и нелинейные интегральные уравнения первого рода. Предложил и исследовал новые классы эволюционных интегральных уравнений. Исследовал задачи двумерной доплеровской томографии. Предложил и изучил диффузионные методы фильтрации и повышения резкости изображений. Разработал численные методы решения обратных задач электрофизиологии сердца.
Подготовил 14 кандидатов наук, среди учеников — один доктор наук.
Член редакционных коллегий международного журнала «Inverse and Ill-Posed Problems» и журналов «Математическое моделирование», «Известия вузов. Математика».

## Научные публикации
Автор более 150 научных статей.
Автор 12 книг, в том числе:
- Денисов А. М., Лукшин А. В. Математические модели однокомпонентной динамики сорбции — М.: Изд-во Московского университета, 1989. — 72 с. ISBN 5-211-01296-8
- Денисов А. М. Введение в теорию обратных задач — М.: Изд-во Московского университета, 1994. — 208 с., ISBN 5-211-03079-6
- Denisov A.M. Elements of the Theory of Inverse Problems — Netherlands, VSP Utrecht Netherlands, 1999. — 218 p.
- Денисов А. М., Разгулин А. В. Обыкновенные дифференциальные уравнения — М.: МАКС Пресс, 2009. — 232 с. ISBN 978-5-89407-360-6